# 佩雷托
佩雷托（義大利語：Pereto），是意大利阿奎拉省的一个市镇。总面积41.05平方公里，人口769人，人口密度18.7人/平方公里（2009年）。ISTAT代码为066067。